# Caza, Pesca, Naturaleza, Tradiciones
Caza, Pesca, Naturaleza, Tradiciones (en francés Chasse, pêche, nature et traditions, CPNT) es un partido político francés fundado en septiembre de 1989 como una asociación. Su objetivo es defender una serie de tradiciones de la Francia rural, especialmente la caza. El partido afirma que no es de izquierdas ni de derechas, sino que representa a las gentes rurales en su conjunto y diversidad. Sus fundadores son André Goustat y Jean Saint-Josse. Su actual presidente es Frédéric Nihous.
Caza, Pesca, Naturaleza, Tradiciones pertenecía al grupo Europa de las Democracias y de las Diferencias en el Parlamento Europeo.

## Historia

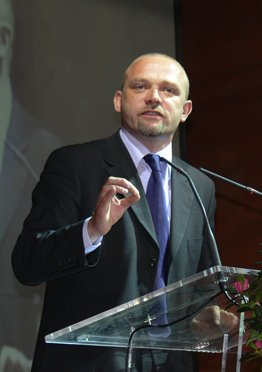
Nihous, candidato a la presidencia en 2007.

El partido se presenta a las elecciones europeas de 1989 y a las de 1994, pero no obtiene representación. En las elecciones europeas de 1999 consigue seis parlamentarios, entre los cuales el cabeza de lista y presidente Jean Saint-Josse.
Después de la primera vuelta de las elecciones regionales del 21 de marzo de 2004, CPNT, que disponía sin embargo de cargos electos en los consejos regionales anteriores, elige no fusionarse con otras listas en las cinco regiones (de un total de 8) donde el movimiento había franqueado el umbral del 5% que se lo habrían permitido, y no da ninguna consigna de voto a sus electores. CNPT no será entonces representado a partir de entonces en los consejos regionales (contaba con 32 consejeros regionales).
En las elecciones europeas de 2004, el partido no alcanza el umbral del 3% necesario para obtener el reembolso de los gastos de campaña más que en una de las cinco circunscripciones en las que se presenta. Esto supone un déficit de 300.000 euros y la pérdida de sus seis eurodiputados. Tras estos fracasos, numerosos cargos del partido se unen a Unión por un Movimiento Popular (UMP) o al Movimiento por Francia (MPF).
El 2 de septiembre de 2006, CPNT designa a Frédéric Nihous como candidato a las elecciones presidenciales de 2007. En ellas, el partido no obtiene más que el 1,15% de los votos en la primera vuelta, un total de 420.645 votos. En la segunda vuelta, apela al rechazo a la «ecología punitiva inspirada por los Verdes», que se han unido a Ségolène Royal y dice a sus votantes «que a la hora de elegir no hay que equivocarse». En las legislativas de 2008, CPNT llama a votar a UMP en la segunda vuelta.
Presidente de CPNT desde 1998, Jean Saint-Josse decide no seguir a la cabeza del movimiento en 2008. Frédéric Nihous le sucede el 14 de enero de ese año durante una reunión en Orly (Val-de-Marne) donde el comité ejecutivo del movimiento le había elegido.
Ante las elecciones europeas de 2009, CPNT decide aliarse con el Movimiento por Francia, presidido por Philippe de Villiers. Esta propuesta de alianza es rechazada por el comité de CPNT del departamento de Hérault.

## Resultados electorales

### Elecciones presidenciales
| Año  | Candidato        | N.º de votos (1ª vuelta) | % de votos (1ª vuelta) | N.º de votos (2ª vuelta) | % de votos (2ª vuelta) |
| ---- | ---------------- | ------------------------ | ---------------------- | ------------------------ | ---------------------- |
| 2002 | Jean Saint-Josse | 1.204.863                | 4,23%                  | —                        | —                      |
| 2007 | Frédéric Nihous  | 420.645                  | 1,15%                  | —                        | —                      |

### Elecciones legislativas
| Año  | N.º de votos (1ª vuelta) | % de votos (1ª vuelta) | N.º de votos (2ª vuelta) | % de votos (2ª vuelta) | Escaños |
| ---- | ------------------------ | ---------------------- | ------------------------ | ---------------------- | ------- |
| 2002 | 422.448                  | 1,67%                  | —                        | —                      | 0       |
| 2007 | 213.448                  | 0,82%                  | —                        | —                      | 0       |

### Parlamento Europeo
| Año  | N.º de votos | % del voto total | Escaños |
| ---- | ------------ | ---------------- | ------- |
| 1989 | 749.741      | 4,13%            | 0       |
| 1994 | 771.061      | 3,96%            | 0       |
| 1999 | 1.195.727    | 6,77%            | 6       |
| 2004 | 297.389      | 1,73%            | 0       |